# Pół perfekcyjnej płyty
Pół perfekcyjnej płyty – audycja muzyczna nadawana w Programie Trzecim Polskiego Radia od 17 stycznia do 28 grudnia 2000 oraz od 4 marca do 4 kwietnia 2024 roku. Emisja pierwotnej wersji odbywała się od poniedziałku do czwartku między 19:15 a 20:00, natomiast od 2024 roku audycja jest nadawana w tych samych dniach między 19:05 a 20:00. W programie prezentowane są połówki albumów muzycznych wybranych przez dziennikarzy redakcji muzycznej.
Każde wydanie audycji jest opatrzone fachowym komentarzem danego redaktora. W studiu radiowym często goszczą polscy wykonawcy omawianej akurat płyty lub też emitowane są archiwalne rozmowy z nimi; dotyczące historii zespołu, wykonawcy, czy też właśnie kulis powstawania prezentowanego albumu.
Audycję prowadziło szereg redaktorów muzycznych Trójki, m.in.: Jan Chojnacki, Marcin Cichoński, Teresa Drozda, Piotr Kaczkowski, Piotr Klatt, Janusz „Kosa” Kosiński, Paweł Kostrzewa, Monika Makowska, Wojciech Mann, Marek Niedźwiecki, Barbara Podmiotko, Mariusz Owczarek, Krystyna Sikora, Piotr Stelmach.
Jak podawała ówczesna prasa (tygodnik Antena) – początkowo do prezentacji wybrane były aż 333 płyty. Ostatecznie cykl ten objął 194 albumy. Wybór wykonawcy i tytuł omawianej płyty był związany z kalendarzem muzycznym, tzn. z ważnymi dla historii rocka datami.

## Spis albumów przedstawionych w audycji
1. Procol Harum – Procol Harum Live In Concert with the Edmonton Symphony Orchestra (1972) (emisja: 17 stycznia 2000)[16]
2. Eagles – Their Greatest Hits 1971–1975 (1976) (emisja: 18 stycznia 2000)[16]
3. Janis Joplin – Pearl (1971) (emisja: 19 stycznia 2000)[16]
4. Czesław Niemen – Enigmatic (1970) (emisja: 20 stycznia 2000)[16]
5. Neil Diamond – Hot August Night (1972) (emisja: 24 stycznia 2000)[16]
6. Donald Fagen – The Nightfly (1982) (emisja: 25 stycznia 2000)[16]
7. Breakout – Blues (1971) (emisja: 26 stycznia 2000)[4][16]
8. The Police – Synchronicity (1983) (emisja: 27 stycznia 2000)[16][17]
9. Sex Pistols – Never Mind the Bollocks, Here’s the Sex Pistols (1977) (emisja: 31 stycznia 2000)[16]
10. Mike Oldfield – Tubular Bells (1973) (emisja: 1 lutego 2000)
11. Stan Getz – ? (emisja: 2 lutego 2000)
12. Buddy Holly – ? (emisja: 3 lutego 2000)
13. Pink Floyd – The Wall (1979) (emisja: 7 lutego 2000)
14. Marillion – Misplaced Childhood (1985) (emisja: 8 lutego 2000)
15. Carole King – Tapestry (1971) (emisja: 9 lutego 2000)
16. TSA – Live (1982) (emisja: 10 lutego 2000)
17. Colosseum – The Valentyne Suite (1969) (emisja: 14 lutego 2000)
18. The Beatles – Abbey Road (1969) (emisja: 15 lutego 2000)
19. Marek Grechuta – Korowód (1971) (emisja: 16 lutego 2000)[18]
20. Pearl Jam – Ten (1991) (emisja: 17 lutego 2000)
21. Oddział Zamknięty – Oddział Zamknięty (1983) (emisja: 21 lutego 2000)
22. Genesis – A Trick of the Tail (1976) (emisja: 22 lutego 2000)
23. R.E.M. – Automatic for the People (1992) (emisja: 23 lutego 2000)
24. Led Zeppelin – Physical Graffiti (1975) (emisja: 24 lutego 2000)
25. Yes – Close to the Edge (1972) (emisja: 28 lutego 2000)[9]
26. AC/DC – Back in Black (1980) (emisja: 29 lutego 2000)[9]
27. Maanam – Nocny patrol (1983) (emisja: 1 marca 2000)[9]
28. The Carpenters – The Singles: 1969–1973 (1973) (emisja: 2 marca 2000)[9]
29. Metallica – Metallica (1991) (emisja: 6 marca 2000)[10]
30. Uriah Heep – Demons and Wizards (1972) (emisja: 7 marca 2000)[10]
31. Ewa Demarczyk – Ewa Demarczyk śpiewa piosenki Zygmunta Koniecznego (1967) (emisja: 8 marca 2000)[10]
32. Cream – Disraeli Gears (1967) (emisja: 9 marca 2000)[10]
33. Joe Cocker – Mad Dogs and Englishmen (1970) (emisja: 13 marca 2000)[7]
34. Quincy Jones – The Dude (1981) (emisja: 14 marca 2000)[7]
35. Brygada Kryzys – Brygada Kryzys (1982) (emisja: 15 marca 2000)[7]
36. Fleetwood Mac – Rumours (1977) (emisja: 16 marca 2000)[7]
37. Emerson, Lake & Palmer – Emerson, Lake & Palmer (1970) (emisja: 20 marca 2000)
38. Talk Talk – The Colour of Spring (1986) (emisja: 21 marca 2000)
39. Kult – Posłuchaj to do ciebie (1987) (emisja: 22 marca 2000)
40. Dire Straits – Brothers in Arms (1985) (emisja: 23 marca 2000)
41. U2 – The Joshua Tree (1987) (emisja: 27 marca 2000)
42. Michael Jackson – Thriller (1982) (emisja: 28 marca 2000)
43. Budka Suflera – Cień wielkiej góry (1975) (emisja: 29 marca 2000)
44. Derek and the Dominos – Layla and Other Assorted Love Songs (1970) (emisja: 30 marca 2000)
45. Wojciech Młynarski – Wojciech Młynarski śpiewa swoje piosenki (1967) (emisja: 3 kwietnia 2000)
46. Gary Moore – Run for Cover (1985) (emisja: 4 kwietnia 2000)
47. ABBA – The Visitors (1981) (emisja: 5 kwietnia 2000)
48. Jacques Brel – Jacques Brel 67 (1967) (emisja: 6 kwietnia 2000)
49. Halina Frąckowiak – Idę (1974) (emisja: 10 kwietnia 2000)
50. Neil Young – Freedom (1989) (emisja: 11 kwietnia 2000)
51. Tina Turner – Private Dancer (1984) (emisja: 12 kwietnia 2000)
52. The Rolling Stones – The Rolling Stones (1964) (emisja: 13 kwietnia 2000)
53. Lady Pank – Lady Pank (1983) (emisja: 17 kwietnia 2000)
54. Enya – Watermark (1988) (emisja: 18 kwietnia 2000)
55. Van Morrison – Poetic Champions Compose (1987) (emisja: 19 kwietnia 2000)
56. Queen – Innuendo (1991) (emisja: 20 kwietnia 2000)
57. Ella Fitzgerald – The Intimate Ella (Ella Fitzgerald Sings Songs from „Let No Man Write My Epitaph”) (1960) (emisja: 25 kwietnia 2000)
58. Stanisław Sojka – Acoustic (1991) (emisja: 26 kwietnia 2000)
59. Jane’s Addiction – Ritual de lo habitual (1990) (emisja: 27 kwietnia 2000)
60. Składanka – Złote przeboje socjalizmu (19??) (emisja: 1 maja 2000)
61. Simon & Garfunkel – Bridge Over Troubled Water (1970) (emisja: 2 maja 2000)
62. Skaldowie – Od wschodu do zachodu słońca (1970) (emisja: 3 maja 2000)
63. Bajm – Płomień z nieba (1993) (emisja: 4 maja 2000)
64. Van Halen – Van Halen (1978) (emisja: 8 maja 2000)
65. Eric Burdon – Eric Burdon Declares „War” (1970) (emisja: 9 maja 2000)
66. The Cure – Disintegration (1989) (emisja: 10 maja 2000)
67. Billy Joel – The Stranger (1977) (emisja: 11 maja 2000)
68. Maryla Rodowicz – Polska Madonna (1987) (emisja: 15 maja 2000)
69. Paul McCartney – Tug of War (1982) (emisja: 16 maja 2000)
70. Boston – Boston (1976) (emisja: 17 maja 2000)
71. Joy Division – Closer (1980) (emisja: 18 maja 2000)
72. The Smiths – The Queen Is Dead (1986) (emisja: 22 maja 2000)
73. Soundgarden – Superunknown (1994) (emisja: 23 maja 2000)
74. Bob Dylan – Slow Train Coming (1979) (emisja: 24 maja 2000)
75. Electric Light Orchestra – Time (1981) (emisja: 25 maja 2000)
76. Procol Harum – Grand Hotel (1973) (emisja: 29 maja 2000)
77. Ultravox – Vienna (1980) (emisja: 30 maja 2000)
78. Charles Aznavour – 20 chansons d’or (1987) (emisja: 31 maja 2000)
79. Voo Voo – Małe Wu Wu (1988) (emisja: 1 czerwca 2000)
80. Dżamble – Wołanie o słońce nad światem (1971) (emisja: 5 czerwca 2000)
81. David Bowie – The Rise and Fall of Ziggy Stardust and the Spiders from Mars (1972) (emisja: 6 czerwca 2000)
82. Tom Jones – The Best of... (1998) (emisja: 7 czerwca 2000)
83. Simply Red – Stars (1991) (emisja: 8 czerwca 2000)
84. Depeche Mode – Songs of Faith and Devotion (1993) (emisja: 12 czerwca 2000)
85. Talking Heads – Stop Making Sense (1984) (emisja: 13 czerwca 2000)
86. Roger Waters – Radio K.A.O.S. (1987) (emisja: 14 czerwca 2000)
87. Pod Budą – Grupa Muzyczna „Pod Budą” Kraków (1980) (emisja: 15 czerwca 2000)
88. The Smashing Pumpkins – Siamese Dream (1993) (emisja: 19 czerwca 2000)
89. The Beach Boys – Pet Sounds (1966) (emisja: 20 czerwca 2000)
90. Deep Purple – Deep Purple in Rock (1970) (emisja: 21 czerwca 2000)
91. Kris Kristofferson & Barbra Streisand – A Star Is Born (soundtrack) (1976) (emisja: 22 czerwca 2000)
92. Thin Lizzy – Live and Dangerous (1978) (emisja: 26 czerwca 2000)
93. Perfect – Perfect (1981) (emisja: 27 czerwca 2000)
94. Midnight Oil – Diesel and Dust (1987) (emisja: 28 czerwca 2000)
95. Jeff Buckley – Grace (1994) (emisja: 29 czerwca 2000)
96. The Doors – The Doors (1967) (emisja: 3 lipca 2000)
97. Louis Armstrong – We Have All the Time in the World (kompilacja) (1994) (emisja: 4 lipca 2000)
98. Jaromír Nohavica – Divné století (Dziwne stulecie) (1996) (emisja: 5 lipca 2000)
99. Lenny Kravitz – Mama Said (1991) (emisja: 6 lipca 2000)
100. Klan – Mrowisko (1971) (emisja: 10 lipca 2000)
101. Queen – Live at Wembley ’86 (1992) (emisja: 11 lipca 2000)
102. Fleetwood Mac – The Dance (1997) (emisja: 12 lipca 2000)
103. Counting Crows – August and Everything After (1993) (emisja: 13 lipca 2000)
104. The Beatles – Yellow Submarine (1969) (emisja: 17 lipca 2000)
105. Stevie Wonder – Songs in the Key of Life (1976) (emisja: 18 lipca 2000)
106. Republika – Nieustanne tango (1984) (emisja: 19 lipca 2000)
107. Carlos Santana & Buddy Miles – Carlos Santana & Buddy Miles! Live! (1972) (emisja: 20 lipca 2000)
108. Mariah Carey – Mariah Carey (1990) (emisja: 24 lipca 2000)
109. Crosby, Stills, Nash & Young – Déjà vu (1970) (emisja: 25 lipca 2000)
110. Mick Jagger – She’s the Boss (1985) (emisja: 26 lipca 2000)
111. Dead Can Dance – Within the Realm of a Dying Sun (1987) (emisja: 27 lipca 2000)
112. Guns N’ Roses – Appetite for Destruction (1987) (emisja: 31 lipca 2000)
113. T.Love – King! (1992) (emisja: 1 sierpnia 2000)
114. The Manhattan Transfer – Pastiche (1978) (emisja: 2 sierpnia 2000)
115. Bruce Springsteen – Born in the U.S.A. (1984) (emisja: 3 sierpnia 2000)
116. Toto – Toto IV (1982) (emisja: 7 sierpnia 2000)
117. Phil Collins – …But Seriously (1989) (emisja: 8 sierpnia 2000)
118. Simple Minds – Street Fighting Years (1989) (emisja: 9 sierpnia 2000)
119. Czerwone Gitary – Czerwone Gitary (2) (1967) (emisja: 10 sierpnia 2000)
120. Dire Straits – Dire Straits (1978) (emisja: 14 sierpnia 2000)
121. Magda Umer – Magda Umer (1985) (emisja: 15 sierpnia 2000)
122. Peter Gabriel – So (1986) (emisja: 16 sierpnia 2000)
123. Supertramp – Breakfast in America (1979) (emisja: 17 sierpnia 2000)
124. Aerosmith – Pump (1989) (emisja: 21 sierpnia 2000)
125. John Lee Hooker – The Healer (1989) (emisja: 22 sierpnia 2000)
126. Edyta Bartosiewicz – Sen (1994) (emisja: 23 sierpnia 2000)[19][20]
127. Jean-Michel Jarre – Oxygène (1977) (emisja: 24 sierpnia 2000)
128. Stevie Ray Vaughan – Texas Flood (1983) (emisja: 28 sierpnia 2000)
129. Michael Jackson – Bad (1987) (emisja: 29 sierpnia 2000)
130. Grzegorz Turnau – Pod światło (1993) (emisja: 30 sierpnia 2000)
131. Van Morrison – Too Long in Exile (1993) (emisja: 31 sierpnia 2000)
132. The Beatles – Revolver (1966) (emisja: 4 września 2000)
133. Al Stewart – Year of the Cat (1976) (emisja: 5 września 2000)
134. Roger Waters – The Pros and Cons of Hitch Hiking (1984) (emisja: 6 września 2000)
135. Róże Europy – Poganie! Kochaj i obrażaj (1992) (emisja: 7 września 2000)
136. The Rolling Stones – Sticky Fingers (1971) (emisja: 11 września 2000)
137. Rush – Moving Pictures (1981) (emisja: 12 września 2000)
138. Megadeth – Rust in Peace (1990) (emisja: 13 września 2000)[21]
139. Free – Free (1969) (emisja: 14 września 2000)
140. The Jimi Hendrix Experience – Electric Ladyland (1968) (emisja: 18 września 2000)
141. Simon & Garfunkel – The Concert in Central Park (1982) (emisja: 19 września 2000)
142. Extreme – III Sides to Every Story (1992) (emisja: 20 września 2000)
143. Dżem – Detox (1991) (emisja: 21 września 2000)
144. Led Zeppelin – Led Zeppelin II (1969) (emisja: 25 września 2000)
145. Roxy Music – ? (emisja: 26 września 2000)
146. Wilki – Wilki (1992) (emisja: 27 września 2000)
147. King Crimson – Red (1974) (emisja: 28 września 2000)
148. Sting – Acoustic Live in Newcastle (1991) (emisja: 2 października 2000)
149. Klaus Mitffoch – Klaus Mitffoch (1984) (emisja: 3 października 2000)
150. Janis Joplin & Big Brother and the Holding Company – Cheap Thrills (1968) (emisja: 4 października 2000)
151. Nirvana – Nevermind (1991) (emisja: 5 października 2000)
152. John Lennon – Imagine (1971) (emisja: 9 października 2000)
153. Pink Floyd – Atom Heart Mother (1970) (emisja: 10 października 2000)
154. Rollins Band – The End of Silence (1992) (emisja: 11 października 2000)
155. Faith No More – ? (emisja: 12 października 2000)
156. Red Hot Chili Peppers – Blood Sugar Sex Magik (1991) (emisja: 16 października 2000)
157. Manfred Mann’s Earth Band – ? (emisja: 17 października 2000)
158. Breakout – Na drugim brzegu tęczy (1969) (emisja: 18 października 2000)
159. Bryan Adams – Reckless (1984) (emisja: 19 października 2000)
160. Miles Davis – Star People (1983) (emisja: 23 października 2000)
161. Aya RL – Aya RL (1985) (emisja: 24 października 2000)
162. Jon and Vangelis – The Friends of Mr Cairo (1981) (emisja: 25 października 2000)
163. The Animals – Animal Tracks (1965) (emisja: 26 października 2000)
164. Jefferson Airplane – Surrealistic Pillow (1967) (emisja: 30 października 2000)
165. U2 – Achtung Baby (1991) (emisja: 31 października 2000)
166. The Waterboys – This Is the Sea (1985) (emisja: 6 listopada 2000)
167. Joni Mitchell – Chalk Mark in a Rain Storm (1988) (emisja: 7 listopada 2000)
168. Bonnie Raitt – Nick of Time (1989) (emisja: 8 listopada 2000)
169. ? (emisja: 9 listopada 2000)
170. Lou Reed – Transformer (1972) (emisja: 13 listopada 2000)
171. Depeche Mode – Violator (1990) (emisja: 14 listopada 2000)
172. Elton John – ? (1973) (emisja: 15 listopada 2000)
173. Deep Purple – Perfect Strangers (1984) (emisja: 16 listopada 2000)
174. ? (emisja: 20 listopada 2000)
175. Frankie Goes to Hollywood – Welcome to the Pleasuredome (1984) (emisja: 21 listopada 2000)
176. Bruce Hornsby and the Range – The Way It Is (1986) (emisja: 23 listopada 2000)
177. The Afghan Whigs – Gentlemen (1993) (emisja: 27 listopada 2000)
178. Yes – 90125 (1983) (emisja: 28 listopada 2000)
179. John Mayall & Eric Clapton – Blues Breakers with Eric Clapton (1966) (emisja: 29 listopada 2000)
180. Billy Idol – Rebel Yell (1983) (emisja: 30 listopada 2000)
181. Frank Zappa – Joe's Garage (emisja: 4 grudnia 2000)
182. Hey – Fire (1993) (emisja: 5 grudnia 2000)
183. Roy Orbison – Mystery Girl (1989) (emisja: 6 grudnia 2000)
184. Tom Waits – Blue Valentine (1978) (emisja: 7 grudnia 2000)
185. ? (emisja: 11 grudnia 2000)
186. Frank Sinatra – Songs for Swingin’ Lovers! (1956) (emisja: 12 grudnia 2000)
187. Foreigner – 4 (1981) (emisja: 13 grudnia 2000)
188. The Who – Tommy (1969) (emisja: 14 grudnia 2000)
189. The Cars – Heartbeat City (1984) (emisja: 18 grudnia 2000)
190. The Moody Blues – Long Distance Voyager (1981) (emisja: 19 grudnia 2000)
191. Tears for Fears – Songs from the Big Chair (1985) (emisja: 20 grudnia 2000)
192. Cocteau Twins – ? (emisja: 21 grudnia 2000)
193. Queen – A Night at the Opera (1975) (emisja: 27 grudnia 2000)
194. Pink Floyd – The Dark Side of the Moon (1973) (emisja: 28 grudnia 2000)
195. The Rapture – Echoes (2003) (emisja: 4 marca 2024)
196. Alabama Shakes – Sound & Color (2015) (emisja: 5 marca 2024)
197. Slowdive – Slowdive (2017) (emisja: 6 marca 2024)
198. Björk – Vespertine (2001) (emisja: 7 marca 2024)
199. Beto Guedes – Amor de índio (1979) (emisja: 11 marca 2024)